# Liste von Sprengstoffanschlägen im Jahr 2012
Die Liste von Sprengstoffanschlägen im Jahr 2012 erfasst Anschläge mit Sprengladungen und anderen Spreng- und Brandvorrichtungen gegen Einrichtungen und Ansammlungen von Menschen, die im Jahr 2012 passierten. Zu den Formen zählen unter anderem Auto- und Rucksackbomben. Siehe auch Liste von Anschlägen auf Verkehrsflugzeuge.

## Liste
| Datum    | Ereignis | Ort                | Staat                        | Tote      | Verletzte  | Anmerkung, Quellen |
| -------- | --- | ------------------ | ---------------------------- | --------- | ---------- | --- |
| 1. Jan.  | Anschlag mit Schusswaffen und Granaten auf Lokale | Garissa            | Kenia                        | 5         | 28         | [ 1 ] [ 2 ] |
| 5. Jan.  | Selbstmordattentat auf schiitische Pilger | Dhi Qar            | Irak                         | 44 (+1)   | 70         | [ 3 ] |
| 6. Jan.  | Selbstmordattentat mit Autobombe auf Polizeibus und Zivilisten | Damaskus           | Syrien                       | 25 (+1)   | 46         | [ 4 ] |
| 9. Jan.  | Selbstmordattentat mit 3 Autobomben auf schiitische Pilger und Polizeifahrzeug | Bagdad             | Irak                         | 20 (+1)   | 84         | [ 5 ] [ 6 ] [ 7 ] |
| 10. Jan. | Anschlag mit Autobombe auf Zivilisten | Jamrud             | Pakistan                     | 35        | 60         | [ 8 ] |
| 14. Jan. | Selbstmordattentat auf Kontrollpunkt | nahe Basra         | Irak                         | 53 (+1)   | 131        | [ 9 ] |
| 15. Jan. | Sprengstoffanschlag auf Pilger | Punjab             | Pakistan                     | 18        | 20         | [ 10 ] |
| 18. Jan. | Selbstmordattentat auf Markt | Helmand            | Afghanistan                  | 13 (+1)   | 22         | [ 11 ] |
| 19. Jan. | Anschlag mit Autobombe auf Polizeifahrzeug | Hakkâri            | Türkei                       | 1         | 27         | [ 12 ] |
| 20. Jan. | Anschlag mit Schusswaffen und Sprengstoff auf Regierungsgebäude, Polizeistationen, Schule und Zivilisten | Kano               | Nigeria                      | 187       | 50         | [ 13 ] [ 14 ] [ 15 ] [ 16 ] [ 17 ] [ 18 ] [ 19 ] [ 20 ] [ 21 ] [ 22 ] [ 23 ] [ 24 ] [ 25 ] |
| 21. Jan. | Sprengstoffanschlag auf Polizeifahrzeug (Gefangenentransport) | Idlib              | Syrien                       | 14        | 26         | [ 26 ] |
| 24. Jan. | Selbstmordattentat mit Autobombe auf Militärstützpunkt und äthiopische Soldaten | Beledweyne         | Somalia                      | 30 (+1)   | 70         | [ 27 ] |
| 24. Jan. | Anschlag mit 4 Autobomben auf schiitische Zivilisten | Bagdad             | Irak                         | 14        | 76         | [ 28 ] [ 29 ] [ 30 ] [ 31 ] |
| 26. Jan. | Selbstmordattentat mit Autobombe auf NATO-Konvoi | Helmand            | Afghanistan                  | 4 (+1)    | 31         | [ 32 ] |
| 27. Jan. | Selbstmordattentat mit Autobombe auf Beerdigung | Bagdad             | Irak                         | 31 (+1)   | 60         | [ 33 ] |
| 1. Feb.  | Anschlag mit Motorradbombe auf Polizeistation und Zivilisten | Nariño             | Kolumbien                    | 9         | 70         | [ 34 ] |
| 2. Feb.  | Mörserangriff auf Polizeistation und Zivilisten | Cauca              | Kolumbien                    | 6         | 34         | [ 35 ] |
| 8. Feb.  | Selbstmordattentat mit Autobombe auf Hotel | Mogadischu         | Somalia                      | 15 (+1)   | 23         | [ 36 ] |
| 10. Feb. | 2 Selbstmordattentate mit Autobomben auf Kaserne, Militärgebäude und Zivilisten | Aleppo             | Syrien                       | 28 (+2)   | 200+       | [ 37 ] [ 38 ] |
| 10. Feb. | Anschlag mit Schusswaffen und Sprengstoff auf Polizisten und Zivilisten | Khyber Pakhtunkhwa | Pakistan                     | 2         | 22         | [ 39 ] |
| 12. Feb. | Selbstmordattentat auf Militärrekrutierungszentrum | Mardan             | Pakistan                     | 27 (+1)   |            | [ 40 ] |
| 17. Feb. | Selbstmordattentat mit Motorradbombe auf Zivilisten | Parachinar         | Pakistan                     | 39 (+1)   | 64         | [ 41 ] |
| 19. Feb. | Selbstmordattentat mit Autobombe auf Polizeiakademie | Bagdad             | Irak                         | 15 (+1)   | 21         | [ 42 ] |
| 20. Feb. | Anschlag mit Schusswaffen und Sprengstoff auf Markt | Maiduguri          | Nigeria                      | 30 (+8)   | 0          | [ 43 ] |
| 23. Feb. | Anschlag mit Autobombe auf Bushaltestelle | Khyber Pakhtunkhwa | Pakistan                     | 12        | 36         | [ 44 ] |
| 23. Feb. | Anschlagsserie mit Schusswaffen, Autobomben, Sprengsätze und Mörsern auf Kontrollpunkte, Restaurants, Polizeihauptquartier, Gericht, Parteibüro, Regierungsgebäude, Grundschule, Polizeistreifen, Zivilisten, Wasseranlage, Fernsehturm, Wohngebäude, Markt und Polizeistation                                                                                        |                    | Irak                         | 51        | 246        | [ 45 ] [ 46 ] [ 47 ] [ 48 ] [ 49 ] [ 50 ] [ 51 ] [ 52 ] [ 53 ] [ 54 ] [ 55 ] [ 56 ] [ 57 ] [ 58 ] [ 59 ] [ 60 ] [ 61 ] [ 62 ] [ 63 ] [ 64 ] [ 65 ] [ 66 ] [ 67 ] [ 68 ] [ 69 ] [ 70 ] [ 71 ] [ 72 ] [ 73 ] [ 74 ] [ 75 ] [ 76 ] |
| 25. Feb. | Selbstmordattentat mit Autobombe auf Präsidentenpalast | al-Mukalla         | Jemen                        | 30 (+1)   | 50         | [ 77 ] |
| 27. Feb. | Anschlag mit Motorradbombe auf Kundgebung | Khyber Pakhtunkhwa | Pakistan                     | 6         | 20         | [ 78 ] |
| 27. Feb. | Anschlag mit Landmine auf Fußballspiel | Mogadischu         | Somalia                      | 10        | 20         | [ 79 ] |
| 29. Feb. | Anschlag mit Schusswaffen und Mörsern auf Soldaten | Garbahaarrey       | Somalia                      | 15        | 30         | [ 80 ] |
| 2. Mrz.  | Selbstmordattentat auf Milizionäre | Khyber Pakhtunkhwa | Pakistan                     | 22 (+1)   | 20         | [ 81 ] |
| 2. Mrz.  | Sprengstoffanschlag auf Demonstration | Saʿda              | Jemen                        | 0         | 22         | [ 82 ] |
| 3. Mrz.  | Selbstmordattentat mit Autobombe auf Zivilisten | Darʿā              | Syrien                       | 2 (+1)    | 20         | [ 83 ] |
| 4. Mrz.  | Selbstmordattentat mit Autobombe und Schusswaffen auf Militärstützpunkte | Abyan              | Jemen                        | 192 (+40) |            | [ 84 ] [ 85 ] [ 86 ] |
| 10. Mrz. | Granatenangriff auf Busbahnhof | Nairobi            | Kenia                        | 4         | 40         | [ 87 ] |
| 11. Mrz. | Selbstmordattentat auf Beerdigung | Khyber Pakhtunkhwa | Pakistan                     | 17 (+1)   | 35         | [ 88 ] |
| 11. Mrz. | Selbstmordattentat mit Autobombe auf Kirche | nahe Jos           | Nigeria                      | 3 (+1)    | 22         | [ 89 ] |
| 17. Mrz. | 2 Selbstmordattentate mit Autobomben auf Regierungsgebäude und Zivilisten | Damaskus           | Syrien                       | 27 (+2)   | 140        | [ 90 ] [ 91 ] [ 92 ] |
| 18. Mrz. | Anschlag mit Autobombe auf Regierungsgebäude | Aleppo             | Syrien                       | 3         | 25         | [ 93 ] |
| 20. Mrz. | Anschlagsserie mit 3 Selbstmordattentätern, 11 Autobomben, Schusswaffen und Sprengsätzen auf Außenministerium, Bushaltestelle, Polizeigebäude, Café, Polizisten, Militärpatrouille, Polizeistreifen, Transport-Terminal, Wohngebäude, Schule und Fahrzeug |                    | Irak                         | 54        | 232        | [ 94 ] [ 95 ] [ 96 ] [ 97 ] [ 98 ] [ 99 ] [ 100 ] [ 101 ] [ 102 ] [ 103 ] [ 104 ] [ 105 ] [ 106 ] [ 107 ] [ 108 ] [ 109 ] [ 110 ] |
| 27. Mrz. | Anschlag mit Landmine auf Polizisten | Maharashtra        | Indien                       | 12        | 28         | [ 111 ] |
| 31. Mrz. | Anschlag mit Autobombe auf Hotel | Hat Yai            | Thailand                     | 14        | 400        | [ 112 ] |
| 31. Mrz. | Anschlag mit 3 Autobomben auf Geschäft und Rettungskräfte | Mueang Yala        | Thailand                     | 9         | 70         | [ 113 ] [ 114 ] |
| 31. Mrz. | Granatenangriff auf Zivilisten | Coast              | Kenia                        | 2         | 30         | [ 115 ] |
| 3. Apr.  | Anschlag mit Schusswaffen und Granate auf Kundgebung | Gilgit             | Pakistan                     | 6         | 50+        | [ 116 ] |
| 4. Apr.  | Selbstmordattentat mit Motorradbombe auf NATO-Soldaten | Faryab             | Afghanistan                  | 13 (+1)   | 23         | [ 117 ] |
| 7. Apr.  | Anschlag mit Schusswaffen und Panzerfaust auf Kontrollpunkt und Bus | Homs               | Syrien                       | 7         | 21         | [ 118 ] |
| 8. Apr.  | Selbstmordattentat mit Autobombe auf Kirche | Kaduna             | Nigeria                      | 41 (+1)   | 10         | [ 119 ] |
| 9. Apr.  | Sprengstoffanschlag auf Markt | Baidoa             | Somalia                      | 12        | 35         | [ 120 ] |
| 9. Apr.  | Anschlag mit Schusswaffen und Panzerfäusten auf Militärkaserne | Abyan              | Jemen                        | 25 (+32)  |            | [ 121 ] |
| 10. Apr. | Selbstmordattentat mit Autobombe auf Polizeihauptquartier | Herat              | Afghanistan                  | 10 (+2)   | 30         | [ 122 ] |
| 19. Apr. | Anschlagsserie mit 4 Selbstmordattentätern, Autobomben, Sprengsätzen, Schusswaffen, Panzerfäusten und Haftbombe auf Konvoi, Kontrollpunkte, Wohngebäude, Polizeioffizier, Hotel, Tagelöhner, Polizisten, Polizeistreifen, Ölraffinerie, Restaurants, turkmenischen Verein, Soldaten, Militärpatrouille und Zivilisten                                                 |                    | Irak                         | 63 (+5)   | 160        | [ 123 ] [ 124 ] [ 125 ] [ 126 ] [ 127 ] [ 128 ] [ 129 ] [ 130 ] [ 131 ] [ 132 ] [ 133 ] [ 134 ] [ 135 ] [ 136 ] [ 137 ] [ 138 ] [ 139 ] [ 140 ] [ 141 ] [ 142 ] [ 143 ] [ 144 ] [ 145 ] [ 146 ] [ 147 ] [ 148 ] [ 149 ] [ 150 ] [ 151 ] [ 152 ] [ 153 ] [ 154 ] [ 155 ] [ 156 ] [ 157 ] [ 158 ] [ 159 ] [ 160 ] [ 161 ] [ 162 ] [ 163 ] [ 164 ] [ 165 ] |
| 24. Apr. | Sprengstoffanschlag auf Bahnhof | Lahore             | Pakistan                     | 4         | 27         | [ 166 ] |
| 26. Apr. | Selbstmordattentat mit Autobombe auf Nachrichtenagentur | Kaduna             | Nigeria                      | 3         | 25 (+1)    | [ 167 ] |
| 27. Apr. | Sprengstoffanschläge auf Tram-Haltestelle, Bahnhof, Kino und Zivilisten | Dnipro             | Ukraine                      | 0         | 31         | [ 168 ] [ 169 ] [ 170 ] [ 171 ] [ 172 ] |
| 27. Apr. | Selbstmordattentat auf Moschee und Polizisten | Damaskus           | Syrien                       | 11 (+3)   | 28         | [ 173 ] |
| 29. Apr. | Anschlag mit Autobombe auf Bushaltestelle | Jamrud             | Pakistan                     | 1         | 20         | [ 174 ] |
| 29. Apr. | Anschlag mit Schusswaffen und Sprengstoff auf christliche Zivilisten | Kano               | Nigeria                      | 16        | 22         | [ 175 ] |
| 30. Apr. | Selbstmordattentat mit Motorradbombe auf Polizeikonvoi und Zivilisten | Jalingo            | Nigeria                      | 11 (+1)   | 22         | [ 176 ] |
| 30. Apr. | 3 Selbstmordattentate auf Universität, Militäranlage, Regierungsgebäude und Zivilisten | Idlib              | Syrien                       | 8 (+3)    | 100        | [ 177 ] [ 178 ] [ 179 ] |
| 2. Mai   | Anschlag mit Schusswaffen und Sprengstoff auf Demonstranten | Kairo              | Ägypten                      | 11        | 49         | [ 180 ] |
| 3. Mai   | 2 Selbstmordattentate mit Autobomben auf Kontrollpunkt und Ersthelfer | Machatschkala      | Russland                     | 13 (+2)   | 130        | [ 181 ] [ 182 ] |
| 4. Mai   | Selbstmordattentat auf Kontrollpunkt | Khyber Pakhtunkhwa | Pakistan                     | 20 (+1)   | 40         | [ 183 ] |
| 5. Mai   | Granatenangriff auf Bar | Lanao del Norte    | Philippinen                  | 2         | 30         | [ 184 ] |
| 5. Mai   | Anschlag mit Autobombe auf Autowaschanlage | Aleppo             | Syrien                       | 5         | 21         | [ 185 ] |
| 10. Mai  | 2 Selbstmordattentate mit Autobomben auf Militärgebäude und Zivilisten | Damaskus           | Syrien                       | 55 (+2)   | 370        | [ 186 ] |
| 12. Mai  | Sprengstoffanschlag auf Polizeikonvoi | Peschawar          | Pakistan                     | 1         | 20         | [ 187 ] |
| 14. Mai  | Sprengstoffanschlag auf Café | Bagdad             | Irak                         | 1         | 30         | [ 188 ] |
| 14. Mai  | Anschlag mit Autobombe auf Militärkonvoi | Quetta             | Pakistan                     | 6         | 58         | [ 189 ] |
| 18. Mai  | Sprengstoffanschlag auf Vogelmarkt | Bagdad             | Irak                         | 5         | 30         | [ 190 ] |
| 19. Mai  | Selbstmordattentat mit Autobombe auf Militärgebäude und Zivilisten | Deir ez-Zor        | Syrien                       | 9 (+1)    | 100        | [ 191 ] |
| 21. Mai  | Selbstmordattentat auf Militärparade | Sanaa              | Jemen                        | 96 (+1)   | 300        | [ 192 ] |
| 22. Mai  | Anschlag mit Schusswaffen und Granaten auf Kundgebung | Karatschi          | Pakistan                     | 9         | 35         | [ 193 ] |
| 27. Mai  | Sprengstoffanschlag auf Bus mit pakistanischen Pilgern | al-Anbar           | Irak                         | 0         | 24         | [ 194 ] |
| 28. Mai  | Sprengstoffanschlag auf Einkaufszentrum | Nairobi            | Kenia                        | 1         | 37         | [ 195 ] |
| 31. Mai  | Anschlag mit Autobombe auf Restaurant | Bagdad             | Irak                         | 11        | 36         | [ 196 ] |
| 2. Jun.  | Sprengstoffanschlag auf Polizisten | Chhattisgarh       | Indien                       | 1         | 25         | [ 197 ] |
| 4. Jun.  | Selbstmordattentat mit Autobombe auf Regierungsgebäude | Bagdad             | Irak                         | 25 (+1)   | 65         | [ 198 ] |
| 5. Jun.  | Granatenangriff auf Kundgebung | Gilgit             | Pakistan                     | 6         | 50         | [ 199 ] |
| 6. Jun.  | Selbstmordattentate auf NATO-Konvoi und Zivilisten | Kandahar           | Afghanistan                  | 22 (+3)   | 50         | [ 200 ] [ 201 ] |
| 7. Jun.  | Sprengstoffanschlag auf Abschlusszeremonie | Quetta             | Pakistan                     | 14        | 40         | [ 202 ] |
| 7. Jun.  | Anschlag mit Schusswaffen und Sprengstoff auf Gefängnis | Sar-i Pul          | Afghanistan                  | 4         | 28         | [ 203 ] |
| 8. Jun.  | Sprengstoffanschlag auf Bus | Khyber Pakhtunkhwa | Pakistan                     | 19        | 40         | [ 204 ] |
| 8. Jun.  | Selbstmordattentat mit Autobombe auf Polizeihauptquartier | Maiduguri          | Nigeria                      | 6 (+1)    | 24         | [ 205 ] |
| 10. Jun. | Selbstmordattentat mit Autobombe auf Kirche | Jos                | Nigeria                      | 1 (+1)    | 41         | [ 206 ] |
| 10. Jun. | Mörserangriff auf schiitische Pilger | Bagdad             | Irak                         | 6         | 38         | [ 207 ] |
| 11. Jun. | Anschlag mit Motorradbombe auf Bus | Belutschistan      | Pakistan                     | 6         | 50         | [ 208 ] |
| 11. Jun. | Selbstmordattentat auf Polizeiakademie | Sanaa              | Jemen                        | 10 (+1)   | 20         | [ 209 ] |
| 12. Jun. | Sprengstoffanschlag auf Zivilisten | Gardez             | Afghanistan                  | 1         | 20         | [ 210 ] |
| 13. Jun. | Anschlagsserie mit Selbstmordattentätern, Autobomben, Schusswaffen, Sprengsätzen und Haftbombe auf Restaurant, Polizeiakademie, Moschee, Polizisten, Markt, Polizeistreifen, Militärpatrouillen, Kontrollpunkt, Polizeigebäude und Parteibüro |                    | Irak                         | 72 (+1)   | 281        | [ 211 ] [ 212 ] [ 213 ] [ 214 ] [ 215 ] [ 216 ] [ 217 ] [ 218 ] [ 219 ] [ 220 ] [ 221 ] [ 222 ] [ 223 ] [ 224 ] [ 225 ] [ 226 ] [ 227 ] [ 228 ] [ 229 ] [ 230 ] [ 231 ] [ 232 ] [ 233 ] [ 234 ] [ 235 ] [ 236 ] [ 237 ] [ 238 ] |
| 16. Jun. | Anschlag mit 2 Autobomben auf Schrein und schiitische Prozession | Bagdad             | Irak                         | 32        | 68         | [ 239 ] [ 240 ] |
| 16. Jun. | Anschlag mit Autobombe auf Markt und Zivilisten | Khyber Pakhtunkhwa | Pakistan                     | 25        | 50         | [ 241 ] |
| 17. Jun. | Anschlag mit Autobombe auf Tankstelle | Salah ad-Din       | Irak                         | 1         | 24         | [ 242 ] |
| 17. Jun. | 3 Selbstmordattentate mit Autobomben auf Kirchen | Zaria              | Nigeria                      | 19 (+3)   | 80         | [ 243 ] [ 244 ] [ 245 ] |
| 18. Jun. | Selbstmordattentat mit Autobombe auf Regierungsgebäude und Bus mit schiitischen Studenten | Quetta             | Pakistan                     | 4 (+1)    | 40         | [ 246 ] |
| 18. Jun. | Selbstmordattentat auf Beerdigung | Baquba             | Irak                         | 15 (+1)   | 40         | [ 247 ] |
| 18. Jun. | Anschlag mit Schusswaffen und Sprengstoff auf Militär, Polizei und Regierungsgebäude | Zaria              | Nigeria                      | 25        | 99+        | [ 248 ] [ 249 ] [ 250 ] |
| 20. Jun. | Selbstmordattentat mit Motorradbombe auf Militärkonvoi | Chost              | Afghanistan                  | 21 (+1)   | 31         | [ 251 ] |
| 21. Jun. | Sprengstoffanschlag auf Schrein | Khyber Pakhtunkhwa | Pakistan                     | 3         | 21         | [ 252 ] |
| 22. Jun. | Anschlag mit 2 Autobomben auf Markt | Bagdad             | Irak                         | 13        | 100        | [ 253 ] [ 254 ] |
| 25. Jun. | Anschlag mit Haftbombe auf Minibus mit Fußballspielern | Hilla              | Irak                         | 6         | 21         | [ 255 ] |
| 28. Jun. | Selbstmordattentat mit Autobombe auf Bus mit schiitischen Pilgern | Belutschistan      | Pakistan                     | 13 (+1)   | 20         | [ 256 ] |
| 28. Jun. | Anschlag mit Autobombe auf Markt | Bagdad             | Irak                         | 8         | 20         | [ 257 ] |
| 28. Jun. | Anschlag mit Autobombe auf Moschee | Baquba             | Irak                         | 6         | 51         | [ 258 ] |
| 29. Jun. | Anschlag mit 3 Motorradbomben auf Bank, Markt, Polizeistation und Zivilisten | Salah ad-Din       | Irak                         | 6         | 45         | [ 259 ] |
| 30. Jun. | Anschlag mit Autobombe auf Beerdigung | Damaskus           | Syrien                       | 20        |            | [ 260 ] |
| 1. Jul.  | Anschlag mit Sturmgewehren und Granaten auf Kathedrale und Kirche | Garissa            | Kenia                        | 18        | 66         | [ 261 ] [ 262 ] |
| 1. Jul.  | Sprengstoffanschlag auf Bushaltestelle | Jammu und Kashmir  | Indien                       | 0         | 25         | [ 263 ] |
| 2. Jul.  | Selbstmordattentat mit Autobombe auf Zivilisten | Kandahar           | Afghanistan                  | 7 (+1)    | 23         | [ 264 ] |
| 3. Jul.  | Anschlag mit Autobombe auf Markt | al-Qadisiyya       | Irak                         | 25        | 40         | [ 265 ] |
| 4. Jul.  | Anschlag mit Autobombe auf Markt | Wasit              | Irak                         | 2         | 20         | [ 266 ] |
| 7. Jul.  | Anschlag mit Autobombe auf Zivilisten | Falludscha         | Irak                         | 8         | 24         | [ 267 ] |
| 7. Jul.  | Raketenangriff auf Regierungsgebäude | Farah              | Afghanistan                  | 1         | 26         | [ 268 ] |
| 9. Jul.  | Selbstmordattentat mit Autobombe auf Kontrollpunkt | Scheberghan        | Afghanistan                  | 0 (+1)    | 26         | [ 269 ] |
| 11. Jul. | Anschlag mit Motorradbombe auf Bushaltestelle | Karatschi          | Pakistan                     | 1         | 20         | [ 270 ] |
| 14. Jul. | Selbstmordattentate auf Krankenhaus, Polizisten und Zivilisten | Nimrus             | Afghanistan                  | 27 (+6)   | 110        | [ 271 ] [ 272 ] [ 273 ] |
| 18. Jul. | Anschlag am Flughafen Burgas | nahe Burgas        | Bulgarien                    | 6 (+1)    | 32         | Selbstmordattentat auf Bus mit israelischen Touristen |
| 22. Jul. | Anschlag mit 3 Autobomben auf Polizeistation und Ersthelfer | Babil              | Irak                         | 11        | 38         | [ 275 ] [ 276 ] [ 277 ] |
| 22. Jul. | Anschlag mit Autobombe auf Zivilisten | Nadschaf           | Irak                         | 4         | 23         | [ 278 ] |
| 23. Jul. | Anschlagsserie mit Schusswaffen, Mörsern, Autobomben, Sprengsätzen, Selbstmordattentätern und Motorradbomben auf Militärkasernen, Wohnviertel, Polizisten, Restaurant, Regierungsgebäude, Moschee, Wohngebäude, Arbeiter, medizinisches Zentrum, Minibus, Militärpatrouille, Märkte, Kontrollpunkte, Tankstelle, Polizeistation, Krankenhaus, Café und Polizeistreife |                    | Irak                         | 108 (+2)  | 301        | [ 279 ] [ 280 ] [ 281 ] [ 282 ] [ 283 ] [ 284 ] [ 285 ] [ 286 ] [ 287 ] [ 288 ] [ 289 ] [ 290 ] [ 291 ] [ 292 ] [ 293 ] [ 294 ] [ 295 ] [ 296 ] [ 297 ] [ 298 ] [ 299 ] [ 300 ] [ 301 ] [ 302 ] [ 303 ] [ 304 ] [ 305 ] [ 306 ] [ 307 ] [ 308 ] [ 309 ] [ 310 ] [ 311 ] [ 312 ] [ 313 ] [ 314 ] [ 315 ] [ 316 ] [ 317 ] [ 318 ] [ 319 ] [ 320 ]         |
| 24. Jul. | Anschlag mit Autobombe | Baquba             | Irak                         | 3         | 35         | [ 321 ] |
| 26. Jul. | Anschlag mit Autobombe auf Milizionäre | Khyber Pakhtunkhwa | Pakistan                     | 11        | 23         | [ 322 ] |
| 31. Jul. | Selbstmordattentat mit Autobomben auf Restaurant und Polizeihauptquartier | Bagdad             | Irak                         | 19 (+2)   | 25         | [ 323 ] [ 324 ] [ 325 ] |
| 1. Aug.  | Anschlag mit Autobombe und Sprengsatz auf Markt | Lahore             | Pakistan                     | 2         | 23         | [ 326 ] [ 327 ] |
| 4. Aug.  | Selbstmordattentat auf Beerdigung | Abyan              | Jemen                        | 45 (+1)   | 40         | [ 328 ] |
| 5. Aug.  | Selbstmordanschlag auf eine Beerdigung | Dscha'ar           | Jemen                        | 45        | „dutzende“ | Selbstmordanschlag auf die Beerdigung eines Verwandten des jemenitischen Kommandeurs der Volkskomitees Abdul Latif al-Sayed aus Rache für die Unterstützung der Volkskomitees bei der Rückeroberung Dscha'ars durch die al-Qaida. |
| 8. Aug.  | Anschlag mit Autobombe auf schiitische Versammlung | Wasit              | Irak                         | 11        | 25         | [ 330 ] |
| 10. Aug. | Selbstmordattentat mit Autobombe auf Moschee | nahe Mossul        | Irak                         | 3 (+1)    | 20         | [ 331 ] |
| 14. Aug. | Anschlag mit Motorradbombe auf Zivilisten | Kunduz             | Afghanistan                  | 11        | 24         | [ 332 ] |
| 15. Aug. | Anschlag mit Autobombe und Sprengsatz auf Markt | Diyala             | Irak                         | 7         | 26         | [ 333 ] [ 334 ] |
| 16. Aug. | Anschlag mit Autobombe auf Regierungsgebäude | Diyala             | Irak                         | 6         | 32         | [ 335 ] |
| 16. Aug. | Anschlag mit Autobombe und Sprengsatz auf Geschäfte | (nahe) Bagdad      | Irak                         | 27        | 56         | [ 336 ] [ 337 ] |
| 16. Aug. | Anschlag mit Autobombe auf Restaurant | Bagdad             | Irak                         | 16        | 49         | [ 338 ] |
| 16. Aug. | Anschlag mit Autobombe auf Markt | Kut                | Irak                         | 7         | 25         | [ 339 ] |
| 17. Aug. | Sprengstoffanschlag auf Bus mit schiitischen Studenten | Karatschi          | Pakistan                     | 3         | 25         | [ 340 ] |
| 20. Aug. | Anschlag mit Autobombe auf Polizeistation | Gaziantep          | Türkei                       | 10        | 67         | [ 341 ] [ 342 ] |
| 28. Aug. | Bombenanschlag auf die National Bank of Greece | Athen              | Griechenland                 | 0         | 0          | Vor der National Bank of Greece explodiert ein selbst gebauter Sprengsatz, der in einem Geldautomaten versteckt war. |
| 28. Aug. | Anschlag mit Autobombe auf Beerdigung | Damaskus           | Syrien                       | 12        | 48         | [ 344 ] [ 345 ] |
| 31. Aug. | Anschlag mit Autobombe auf Markt | Khyber Pakhtunkhwa | Pakistan                     | 12        | 20         | [ 346 ] |
| 1. Sep.  | Granatenangriff auf Militärposten | Davao City         | Philippinen                  | 0         | 37         | [ 347 ] |
| 1. Sep.  | 2 Selbstmordattentate mit Autobomben auf Militärstützpunkt | Wardak             | Afghanistan                  | 12 (+2)   | 69         | [ 348 ] |
| 2. Sep.  | Schusswaffen- und Artillerieangriff auf Kontrollpunkte | Şırnak             | Türkei                       | 20 (+20)  | 7          | [ 349 ] [ 350 ] [ 351 ] [ 352 ] |
| 2. Sep.  | Granatenangriff auf Zivilisten | Barrancabermeja    | Kolumbien                    | 0         | 26 (+1)    | [ 353 ] |
| 3. Sep.  | Anschlag mit Autobombe auf Zivilisten | Damaskus           | Syrien                       | 5         | 27         | [ 354 ] |
| 3. Sep.  | Selbstmordattentat mit Autobombe auf Fahrzeug mit US-Konsulatsmitarbeitern | Peschawar          | Pakistan                     | 2 (+1)    | 21         | [ 355 ] |
| 4. Sep.  | Selbstmordattentat auf Beerdigung | Nangarhar          | Afghanistan                  | 25 (+1)   | 50         | [ 356 ] |
| 7. Sep.  | Anschlag mit 3 Autobomben und 3 Sprengsätzen auf Polizeistreife, Moscheen und Ersthelfer | Kirkuk             | Irak                         | 8         | 70         | [ 357 ] [ 358 ] [ 359 ] [ 360 ] [ 361 ] [ 362 ] |
| 8. Sep.  | Anschlagsserie mit Schusswaffen, Autobomben und Sprengsätzen auf Kontrollpunkt, Ersthelfer, Polizeihauptmann, Markt und Zivilisten |                    | Irak                         | 12        | 43         | [ 363 ] [ 364 ] [ 365 ] [ 366 ] [ 367 ] [ 368 ] [ 369 ] |
| 9. Sep.  | Anschlagsserie mit Schusswaffen, Autobomben und Sprengsätzen auf Café, Restaurant, Märkte, Polizeirekrutierungszentrum, Regierungsgebäude, Fahrzeug, Soldat, französisches Konsulat, Hotel, Polizeipersonal, Polizeikonvoi, Kontrollpunkte, Regierungskonvoi, Polizeistation, Moschee und Zivilisten                                                                  |                    | Irak                         | 98        | 457        | [ 370 ] [ 371 ] [ 372 ] [ 373 ] [ 374 ] [ 375 ] [ 376 ] [ 377 ] [ 378 ] [ 379 ] [ 380 ] [ 381 ] [ 382 ] [ 383 ] [ 384 ] [ 385 ] [ 386 ] [ 387 ] [ 388 ] [ 389 ] [ 390 ] [ 391 ] [ 392 ] [ 393 ] [ 394 ] [ 395 ] [ 396 ] [ 397 ] [ 398 ] [ 399 ] [ 400 ] [ 401 ] [ 402 ] [ 403 ] [ 404 ]                                                                 |
| 9. Sep.  | Anschlag mit Autobombe auf Militärkaserne | Aleppo             | Syrien                       | 17        | 40         | [ 405 ] |
| 10. Sep. | Anschlag mit Autobombe auf Polizeikonvoi und Zivilisten | Parachinar         | Pakistan                     | 14        | 70         | [ 406 ] |
| 10. Sep. | Selbstmordattentat auf Zivilisten | Kundus             | Afghanistan                  | 16 (+1)   | 21         | [ 407 ] |
| 17. Sep. | Selbstmordattentat mit Autobombe auf die Grüne Zone | Bagdad             | Irak                         | 7 (+1)    | 24         | [ 408 ] [ 409 ] |
| 18. Sep. | Anschlag mit Schusswaffen und Rakete auf Militärkonvoi | Bingöl             | Türkei                       | 10        | 60         | [ 410 ] |
| 18. Sep. | Anschlag mit Sprengsatz und Motorradbombe auf Zivilisten | Sindh              | Pakistan                     | 7         | 22         | [ 411 ] [ 412 ] |
| 19. Sep. | Anschlag mit Autobombe auf Militärfahrzeug und Zivilisten | Peschawar          | Pakistan                     | 8         | 22         | [ 413 ] |
| 20. Sep. | 2 Selbstmordattentate mit Schusswaffen auf Regierungsmitglied, Journalisten und Polizisten | Mogadischu         | Somalia                      | 20 (+2)   | 4          | [ 414 ] |
| 21. Sep. | Anschlag mit Schusswaffen und Autobombe auf Geschäfte und Zivilisten | Sai Buri           | Thailand                     | 6         | 40         | [ 415 ] [ 416 ] |
| 23. Sep. | Selbstmordattentat mit Autobombe auf Kirche | Bauchi             | Nigeria                      | 2 (+1)    | 48         | [ 417 ] |
| 24. Sep. | Sprengstoffanschlag auf Krankenhaus | Nariño             | Kolumbien                    | 0         | 20         | [ 418 ] |
| 25. Sep. | Sprengstoffanschlag auf Pilger | Punjab             | Pakistan                     | 1         | 30         | [ 419 ] |
| 27. Sep. | Selbstmordattentat mit Autobombe auf Gefängnis | Tikrit             | Irak                         | 12 (+1)   | 34         | [ 420 ] |
| 29. Sep. | Anschlag mit Granatwerfer auf Messe und Polizisten | Bacho              | Thailand                     | 1         | 23         | [ 421 ] |
| 30. Sep. | Anschlagsserie mit Autobomben, 3 Selbstmordattentätern, Schusswaffen und Sprengsatz auf schiitische Pilger, Polizeigebäude, Kontrollpunkte, Markt, Militärpatrouille, Polizeikonvoi, schiitisches Wohnviertel, Regierungsmitglied und Zivilisten |                    | Irak                         | 23 (+3)   | 85         | [ 422 ] [ 423 ] [ 424 ] [ 425 ] [ 426 ] [ 427 ] [ 428 ] [ 429 ] [ 430 ] [ 431 ] [ 432 ] [ 433 ] [ 434 ] [ 435 ] |
| 1. Okt.  | Selbstmordattentat auf Militärpatrouille | Chost              | Afghanistan                  | 20 (+1)   | 57         | [ 436 ] [ 437 ] |
| 3. Okt.  | 4 Selbstmordattentate mit Autobomben auf Hotel, Handelskammer, Regierungsgebäude und Zivilisten | Aleppo             | Syrien                       | 45 (+4)   | 90         | [ 438 ] [ 439 ] [ 440 ] [ 441 ] [ 442 ] [ 443 ] |
| 8. Okt.  | Granatenangriff auf Zivilisten | Goma               | Demokratische Republik Kongo | 1         | 20         | [ 444 ] |
| 11. Okt. | Sprengstoffanschlag auf Markt | Belutschistan      | Pakistan                     | 11        | 30         | [ 445 ] |
| 11. Okt. | Sprengstoffanschlag auf Markt und Ersthelfer | Khyber Pakhtunkhwa | Pakistan                     | 10        | 34         | [ 446 ] [ 447 ] |
| 13. Okt. | Selbstmordattentat mit Autobombe auf Markt | Khyber Pakhtunkhwa | Pakistan                     | 16 (+1)   | 30         | [ 448 ] |
| 14. Okt. | Granatenangriff auf Zivilisten | Bannu              | Pakistan                     | 1         | 30         | [ 449 ] |
| 17. Okt. | Sprengstoffanschlag auf Markt und Militärfahrzeug | Mubi               | Nigeria                      | 20        |            | [ 450 ] |
| 19. Okt. | Sprengstoffanschlag auf Gas-Pipeline | Ağrı               | Türkei                       | 0         | 28         | [ 451 ] [ 452 ] |
| 19. Okt. | Anschlag mit Autobombe auf General Wissam al-Hassan | Beirut             | Libanon                      | 8         | 78         | [ 453 ] |
| 20. Okt. | Sprengstoffanschlag auf Markt | Bagdad             | Irak                         | 11        | 35         | [ 454 ] |
| 21. Okt. | Anschlag mit Autobombe auf Polizeistation | Damaskus           | Syrien                       | 13        | 29         | [ 455 ] |
| 26. Okt. | Anschlag mit Autobombe auf Zivilisten | Damaskus           | Syrien                       | 8         | 30         | [ 456 ] |
| 26. Okt. | Selbstmordattentat auf Moschee | Faryab             | Afghanistan                  | 41 (+1)   | 50         | [ 457 ] |
| 27. Okt. | Anschlag mit 2 Autobomben auf Markt und Restaurant | Bagdad             | Irak                         | 30        |            | [ 458 ] [ 459 ] |
| 27. Okt. | Sprengstoffanschlag auf Markt | Bagdad             | Irak                         | 8         | 25         | [ 460 ] |
| 28. Okt. | Sprengstoffanschlag auf Schrein und Pilger | Khyber Pakhtunkhwa | Pakistan                     | 4         | 25         | [ 461 ] |
| 28. Okt. | Selbstmordattentat mit Autobombe auf katholische Kirche | Kaduna             | Nigeria                      | 2 (+1)    | 100        | [ 462 ] |
| 28. Okt. | Anschlag mit 3 Autobomben auf Zivilisten | Bagdad             | Irak                         | 10        | 28         | [ 463 ] [ 464 ] [ 465 ] |
| 29. Okt. | Anschlag mit Autobombe auf Zivilisten | Damaskus           | Syrien                       | 10        | 41         | [ 466 ] |
| 5. Nov.  | Selbstmordattentat mit Autobombe auf Soldaten | Hamah              | Syrien                       | 50 (+1)   |            | [ 467 ] |
| 5. Nov.  | Anschlag mit Autobombe auf Zivilisten | Damaskus           | Syrien                       | 11        | 31         | [ 468 ] |
| 6. Nov.  | Selbstmordattentat mit Autobombe auf Militärstützpunkt | Tadschi            | Irak                         | 28 (+1)   | 40         | [ 469 ] |
| 6. Nov.  | Sprengstoffanschlag auf Zivilisten | Damaskus           | Syrien                       | 10        | 40         | [ 470 ] |
| 7. Nov.  | Anschlag mit 2 Autobomben und Sprengsatz auf Zivilisten | Bagdad             | Irak                         | 3         | 28         | [ 471 ] |
| 7. Nov.  | Sprengstoffanschlag auf Markt | Khyber Pakhtunkhwa | Pakistan                     | 1         | 27         | [ 472 ] |
| 8. Nov.  | Anschlag mit Autobombe auf Zivilisten | Hilla              | Irak                         | 2         | 20         | [ 473 ] |
| 8. Nov.  | Anschlag mit Autobombe auf Moschee | Damaskus           | Syrien                       | 3         | 24         | [ 474 ] |
| 8. Nov.  | Selbstmordattentat mit Autobombe auf Militärgebäude | Karatschi          | Pakistan                     | 3 (+1)    | 26         | [ 475 ] |
| 8. Nov.  | Anschlag mit Autobombe auf Militärlager | Darʿā              | Syrien                       | 20        |            | [ 476 ] |
| 11. Nov. | Anschlag mit Autobombe auf Polizeistation und Zivilisten | Cauca              | Kolumbien                    | 0         | 25         | [ 477 ] |
| 14. Nov. | Anschlag mit Autobombe auf Markt | Hilla              | Irak                         | 10        | 35         | [ 478 ] |
| 17. Nov. | Anschlag mit Motorradbombe auf Militärpatrouille und Zivilisten | Mueang Yala        | Thailand                     | 1         | 33         | [ 479 ] |
| 17. Nov. | Anschlag mit Autobombe auf Restaurant, Busse und schiitische Pilger | Salah ad-Din       | Irak                         | 7         | 25         | [ 480 ] |
| 18. Nov. | Sprengstoffanschlag auf Bus | Nairobi            | Kenia                        | 10        | 30         | [ 481 ] |
| 18. Nov. | Sprengstoffanschlag auf Gleise und Zug | Rueso              | Thailand                     | 3         | 36         | [ 482 ] |
| 19. Nov. | Raketenangriff auf Markt | Goma               | Demokratische Republik Kongo | 4         | 20         | [ 483 ] |
| 21. Nov. | Selbstmordattentat auf schiitische Prozession | Rawalpindi         | Pakistan                     | 24 (+1)   | 62         | [ 484 ] |
| 23. Nov. | Selbstmordattentat mit Autobombe auf NATO-Trainingszentrum | Maidan Shar        | Afghanistan                  | 3 (+1)    | 90         | [ 485 ] |
| 24. Nov. | Sprengstoffanschlag auf schiitische Aschura-Prozession | Dera Ismail Khan   | Pakistan                     | 7         | 30         | [ 486 ] |
| 25. Nov. | 2 Selbstmordattentate mit Autobomben auf Kirche und Ersthelfer | Kaduna             | Nigeria                      | 30 (+2)   | 11         | [ 487 ] [ 488 ] |
| 27. Nov. | Anschlag mit 3 Autobomben auf Moscheen | Bagdad             | Irak                         | 21        | 41         | [ 489 ] [ 490 ] [ 491 ] |
| 28. Nov. | Selbstmordattentate mit 4 Autobomben auf Zivilisten | Aleppo             | Syrien                       | 34 (+2)   | 83         | [ 492 ] |
| 29. Nov. | Anschlag mit Autobombe auf Schrein und schiitische Pilger | Kerbela            | Irak                         | 8         | 22         | [ 493 ] |
| 29. Nov. | Anschlag mit Autobombe und Sprengsatz auf schiitische Pilger und Ersthelfer | Hilla              | Irak                         | 26        | 80         | [ 494 ] [ 495 ] |
| 29. Nov. | Anschlag mit Autobombe auf Bus mit schiitischen Pilgern | Kerbela            | Irak                         | 8         | 21         | [ 496 ] |
| 2. Dez.  | Anschlag mit Autobombe auf Zivilisten | Homs               | Syrien                       | 7         | 24         | [ 497 ] |
| 12. Dez. | Selbstmordattentat mit Autobombe und Sprengstoff auf Innenministerium | Damaskus           | Syrien                       | 7 (+1)    | 50         | [ 498 ] |
| 13. Dez. | Anschlag mit Autobombe auf Militärgebäude | Rif Dimaschq       | Syrien                       | 16        | 23         | [ 499 ] |
| 15. Dez. | Selbstmordattentat mit Autobombe, Schusswaffen und Panzerfäusten auf Militärflughafen | Peschawar          | Pakistan                     | 9 (+5)    | 40         | [ 500 ] |
| 16. Dez. | Anschlag mit 3 Autobomben auf Moscheen und Fernsehsender | Kirkuk             | Irak                         | 6         | 30         | [ 501 ] [ 502 ] [ 503 ] |
| 17. Dez. | Anschlag mit Autobombe auf Bushaltestelle und Markt | Jamrud             | Pakistan                     | 21        | 80         | [ 504 ] [ 505 ] |
| 17. Dez. | Anschlag mit Autobombe auf Autohändler | Bagdad             | Irak                         | 11        | 40         | [ 506 ] |
| 17. Dez. | Anschlag mit 2 Autobomben auf Moschee | Tuz Churmatu       | Irak                         | 5         | 26         | [ 507 ] |
| 29. Dez. | Selbstmordattentat auf Bus | Karatschi          | Pakistan                     | 6 (+1)    | 50         | [ 508 ] |
| 30. Dez. | Anschlag mit Autobombe auf Busse mit schiitischen Pilgern | Mastung            | Pakistan                     | 19        | 25         | [ 509 ] |